# بيترو زوباس
بيترو زوباس (1934 - 2020)، هو دراج إيطالي، فاز بالمرحلة 9 من طواف إيطاليا 1964.

## روابط خارجية
- بيترو زوباس على موقع أرشيف الدراجات (الإنجليزية)
- بيترو زوباس على موقع إحصائيات الدراجات الإحترافية (الإنجليزية)
- بيترو زوباس على موقع CycleBase (الإنجليزية)